# Peter Koelewijn

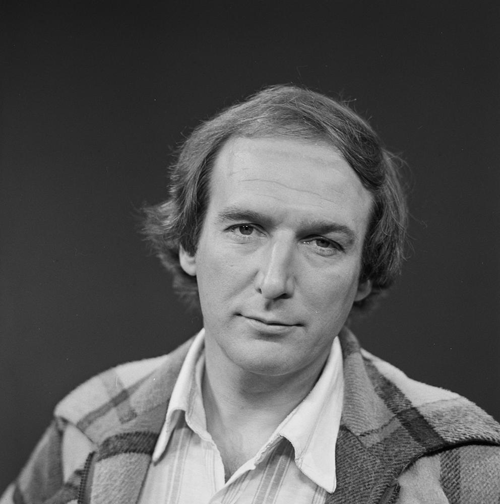
Peter Koelewijn (1977)

Peter Cornelis Koelewijn (* 29. Dezember 1940 in Eindhoven als Peter Cornelis Van Elewijck) ist ein niederländischer Sänger, Musikproduzent und Radio-DJ. Seit den 1960er-Jahren sind von ihm gesungene oder produzierte Songs regelmäßig in den niederländischen Hitlisten vertreten. Er gilt als Pionier der niederländisch-sprachigen Rockmusik.

## Biographie

### Jugend bis 60er-Jahre
Koelewijn wurde 1940 im Eindhovener Stadtteil Stratum in eine Familie von Fischverkäufern geboren. Er erhielt zunächst den Nachnamen seiner Mutter, da sein Vater zu dieser Zeit noch mit einer anderen Frau verheiratet gewesen war. Nach seinem Schulabschluss arbeitete er zunächst als Journalist bei einer lokalen Zeitung und aushilfsweise im Fischhandel seiner Familie, begann jedoch bald, sich intensiver für die Musik zu interessieren. Noch während seiner Schulzeit gründete er gemeinsam mit den Gitarristen Karel Jansen und Roelof Egmond sowie der Sängerin Anneke Grönloh seine erste Band. Einige Zeit später kamen Harry van Hoof und Drummer Peter van der Voort als weitere Mitglieder hinzu, während Grönloh die Band wieder verließ.
1960 brachte Koelewijn mit der mittlerweile Peter en zijn Rockets genannten Band die Boogie-Woogie-Nummer Kom van dat dak af (zu deutsch etwa: „Komm von dem Dach runter “) heraus. Dieser Song war die erste echte Rock-’n’-Roll-Single in niederländischer Sprache und wurde in den Niederlanden und Belgien ein enormer Erfolg.
In den folgenden Jahren brachten Peter en zijn Rockets, denen sich auch der Sänger, Gitarrist und Pianist Hans Sanders anschloss, verschiedene Rock-’n’-Roll-Singles heraus, darunter auch eine Single mit Anneke Grönloh. Koelewijn begann bald, sich auf das Produzieren von Platten anderer Künstler zu konzentrieren. Unter anderem war er in dieser Zeit für Bands und Künstler wie Q65 (You're the Victor), Armand (En nou ik), Conny Vandenbos (Ik ben gelukkig zonder jou), Bonnie St. Claire, Egbert Douwe (Kom uit de bedstee mijn liefste) und Ronnie en de Ronnies (Beestjes) tätig. Für den Fußballspieler Johan Cruyff schrieb Koelewijn das Lied Oei oei oei, dat was me weer een loei (etwa: „Ei ei ei, das war mal wieder ein Bombenschuss“), das es 1969 bis auf Platz 21 der niederländischen Hitparade schaffte.
Gemeinsam mit Radio Veronica-DJ Joost den Draaijer und Polydor-Chef Freddy Haayen brachte Koelewijn unter dem Namen De Praatpalen die Hitsingle Ome Sjakie heraus. Im Frühjahr 1969 folgte noch Maar dan kom ikke. Im darauffolgenden Jahr nahmen die drei als The Freddies noch eine weitere, diesmal englischsprachige, Nummer auf: Comedy is over now schaffte es eine Woche lang auf Platz 40 der niederländischen Hitliste Veronica Top 40.

### 70er-Jahre

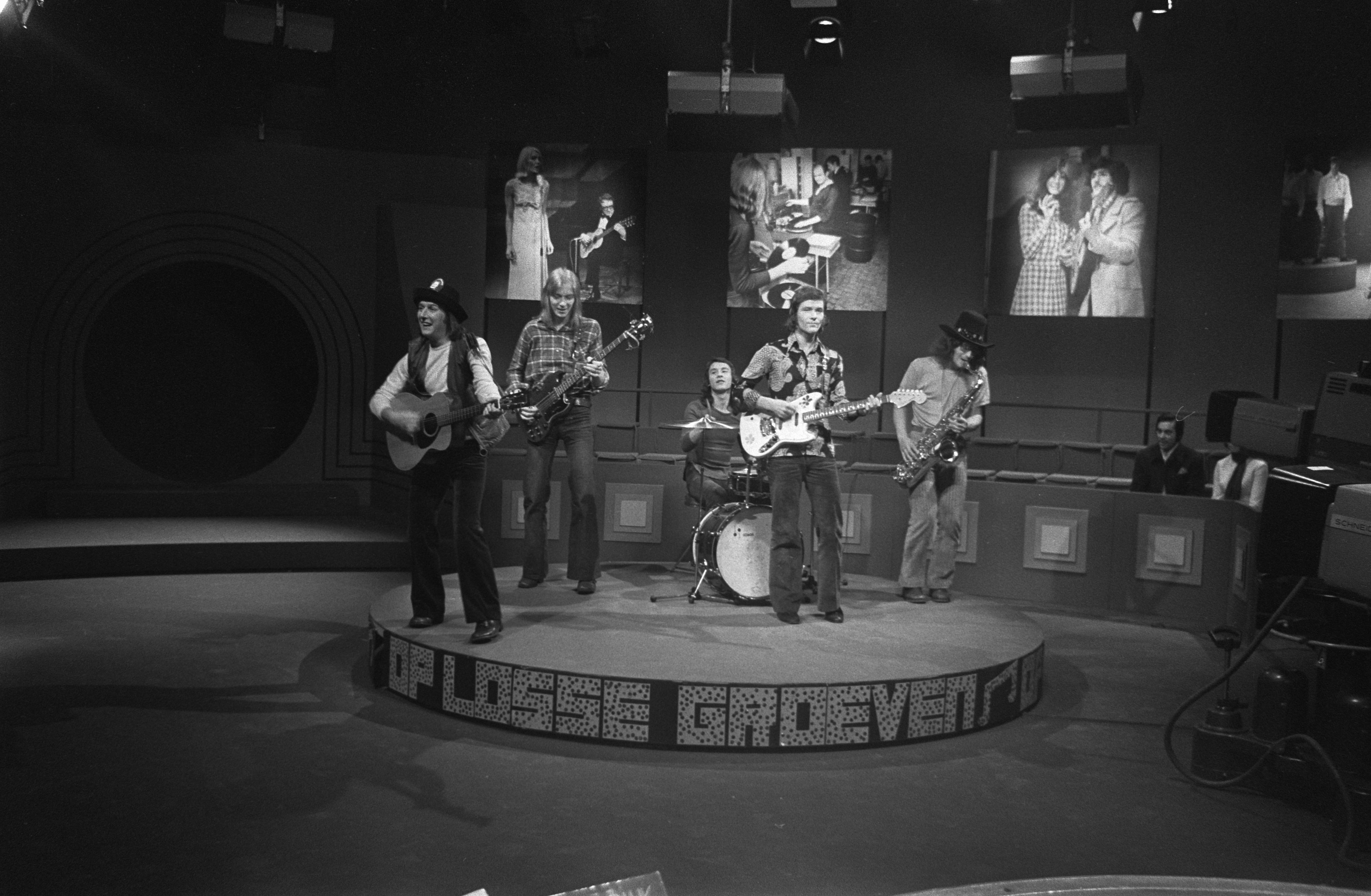
Peter en zijn Rockets bei einem Auftritt in der Sendung Op volle toeren (1971)

In den frühen 1970er-Jahren versuchte sich Koelewijn neben seinen Tätigkeiten als Sänger und Produzent auch als Radio-DJ. So war er eine Zeit lang im niederländischsprachigen Programm von Radio Luxembourg zu hören. Als Produzent arbeitete er zu dieser Zeit unter anderem mit Ria Valk, Nico Haak, Willeke Alberti, Bonnie St. Claire, Ciska Peters, Herman van Keeken, Louis Neefs und Ronnie Tober.
1970 startete er zusammen mit seinem Bandkollegen Harry van Hoof das Duo Hal Dorado, woraus jedoch nur zwei Singles entstanden: The Bull and I (1970) und 240024 (1974). Des Weiteren begann er in diesen Jahren auch wieder aktiver mit den neu formierten Rockets zu werden. Als erstes Projekt entstand eine Neuaufnahme der Nummer Kom van dat dak af. Davon wurde auch eine deutsche Version veröffentlicht (Ich hab' ne Macke). Andere erfolgreiche Singles aus dieser Zeit waren Mij oh mij, Robbie, Veronica Sorry (gemeinsam mit Piet Souer) und Angeline, m'n blonde sexmachine. Darüber hinaus produzierte er 1973 (Like a) Locomotion, den größten Hit der Band Left Side.
1977 brachte Koelewijn sein vielgepriesenes Solo-Album Het Beste In Mij Is Niet Goed Genoeg Voor Jou heraus, das viele Lieder mit starkem persönlichem Bezug enthielt. Darunter befanden sich bekannte Nummern wie KL 204 (Als ik God was) und Je Wordt Ouder Papa.
Ende der 70er-Jahre gründete Koelewijn seine eigene Produktions- und Management-Firma mit dem Namen Born Free. Mit den bei Born Free unter Vertrag stehenden Künstlern (neben ihm selbst unter anderem Rob de Nijs und Saskia & Serge) nahm er die Nummer Een heel gelukkig Kerstfeest auf. In dieser Periode kooperierte er unter anderem mit dem Produzenten Hans van Hemert, der vor allem mit Songs, die er für die Popgruppe Luv' schrieb, bekannt wurde. 1979 gründete er die Girlgroup Babe, für die er so gut wie alle Lieder schrieb und produzierte.

### 80er-Jahre

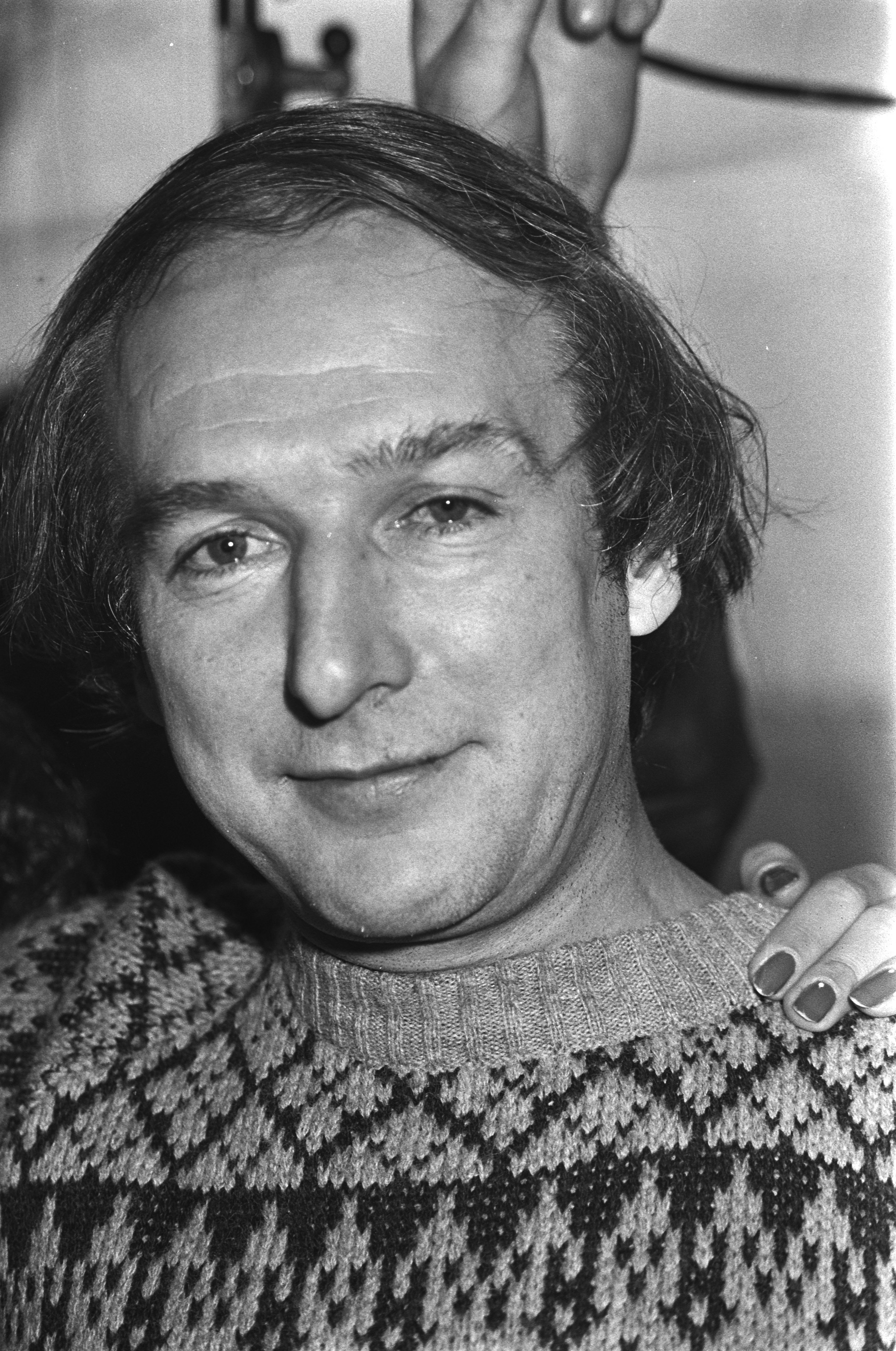
Peter Koelewijn (1981)

1981 begann Koelewijn wieder mit Begleitband aufzutreten und nahm einige Platten auf, von denen Klap maar in je handen ein Nummer-1-Hit in der niederländischen Hitparade wurde. Neben seinen Solo-Projekten hatte er in dieser Zeit mehrere Hits mit der Babe-Sängerin Marga Bult. Für Bult schrieb er einige Jahre später auch das Lied Rechtop in de wind, mit dem sie beim Eurovision Song Contest 1987 den fünften Platz belegte. In den Jahren 1983 bis 1985 war er erneut als Discjockey tätig, dieses Mal für die öffentlich-rechtliche Rundfunkanstalt KRO auf dem Sender Hilversum 3. Von Oktober 1983 bis September 1984 moderierte er hier die Sendung Het leven begint na zeven und im Anschluss bis 1985 Hitjes en Datjes. Hierbei nannte er sich selbst stets „Peterensky Koelewensky, der Mann mit den schönen blauen Augen, den Schlappohren, den Plattfüßen und der dunkelbraunen Stimme“. Seine eigenen Songs durfte er während der Sendungen nicht auflegen, begleitete jedoch andere Stücke gelegentlich live auf der Gitarre.
1989 landete Koelewijn erneut einen Hit mit Kom van dat dak af, dass er dieses Mal zusammen mit den niederländischen Rappern MC Miker G & DJ Sven neu aufnahm.
Anlässlich seines fünfzigsten Geburtstags erschien 1990 ein Best-of-Album mit von ihm produzierten Liedern namens Koelewijn behoeft geen krans („Koelewijn braucht keinen Kranz“).

### Seit den 90er-Jahren
Zu Beginn der 90er-Jahre landete Koelewijn als Produzent einen erneuten Nummer-1-Hit mit dem Lied Als Dick me hullep nodig heb von Johan & de Groothandel. Eine weitere Platzierung an der Spitze der Charts erreichte er 1995 gemeinsam mit Rob Peters, dem Direktor des Musiklabels RPC unter dem Namen Gompie: Alice, who the fuck is Alice? stand auch in den deutschen Charts auf Platz 2. Als Produzent arbeitete er erfolgreich mit Interpreten wie Grant & Forsyth, Lee Towers oder den belgischen Künstlern Helmut Lotti, Lisa del Bo und Michael Junior zusammen.
Im Jahr 2007 wurde ihm der „Radio 2 Zendtijd Prijs“ im Amsterdamer Theater Carré während eines Gala-Konzerts mit unterschiedlichen Künstlern, deren Lieder und Alben er produzierte, verliehen. Hieraus entstand kurz darauf die CD Peter Koelewijn, mijn mooiste liedjes.
Am 13. November 2009 erschien nach 25 Jahren erneut ein Solo-Album von Peter Koelewijn: Een Gelukkig Man enthielt 13 Lieder in niederländischer Sprache. 2011 trat Koelewijn als Teilnehmer in der dritten Staffel der Sendung De beste zangers van Nederland auf.
In den letzten Jahren engagiert sich Koelewijn als Vorstandsmitglied der Stiftung Buma Cultuur sowie in den Organisationen PALM (Professionele Auteurs Lichte Muziek), GONG (Genootschap van Onafhankelijke Nederlandse Geluidsproducers) und der Stemra, die sich für die Belange von Musikproduzenten und Komponisten einsetzt.

## Kontroverses Lied über Anne Frank
1966 schrieb Peter Koelewijn das Lied Anne Frank zu einer Melodie von Gaby Dirne. Polydor brachte die Nummer 1967 als Single heraus, gesungen von dem Duo Laura Bordes und Yvonne de Nijs. Der Rabbiner Awraham Soetendorp und viele andere beschwerten sich über das Lied, in der Fernsehsendung Farce Majeure wurde ein Foto von Laura Bordes zerrissen. Dies führte schließlich dazu, dass die Platte vom Markt genommen wurde. Eine unvollständige Radioaufnahme existiert heute noch und wurde 2002 durch das Theater Instituut Nederland auf der CD Dringende kwesties (etwa: „Dringende Themen“) herausgebracht. Auf der Plattform YouTube ist mittlerweile auch eine vollständige Version des Liedes zu finden.

## Auszeichnungen
- Goldener Löwe des Radio Luxemburg 1975[21]
- Radio 2 Zendtijdprijs 2007
- Blijvend Applaus Preis 2011[22]
- TROS Kompas Œuvre Award[21]

## Trivia
- In dem Jommeke-Comic Het brein van Gobelijn wird auf das Lied Kom van dat dak af Bezug genommen, als der Affe „Choco“ auf ein Dach klettert.
- In der niederländischen Ausgabe des Comics Asterix im Morgenland wird ebenso auf das Lied verwiesen, als die Figur „Kakofonix“ beginnt das Lied zu singen und es daraufhin zu regnen beginnt.
- In der niederländischen Version der kanadischen Zeichentrickserie My Dad the Rock Star leiht Peter Koelewijn der Figur „Skunk“ seine Stimme.

## Diskografie

### Alben
| Jahr | Titel                                                         | Höchstplatzierung, Gesamtwochen, AuszeichnungChartsChartplatzierungen (Jahr, Titel, Platzierungen, Wochen, Auszeichnungen, Anmerkungen) | Anmerkungen                     |
| Jahr | Titel                                                         | NL | Anmerkungen                     |
| ---- | ------------------------------------------------------------- | --- | ------------------------------- |
| 1977 | Het beste in mij is niet goed genoeg voor jou                 | NL9 (9 Wo.)NL |                                 |
| 1981 | Peter Live                                                    | NL1 (16 Wo.)NL | Peter Koelewijn en zijn Rockets |
| 1984 | Diep Water                                                    | NL35 (3 Wo.)NL |                                 |
| 1987 | Het beste van                                                 | NL45 (8 Wo.)NL |                                 |
| 1991 | Koelewijn behoeft geen krans - Een halve eeuw Peter Koelewijn | NL54 (8 Wo.)NL |                                 |
| 1992 | Het allerbeste van Peter Koelewijn 1960-1992                  | NL51 (6 Wo.)NL |                                 |
| 2018 | The Golden Years Of Dutch Pop Music                           | NL80 (1 Wo.)NL |                                 |

Weitere Alben (Auswahl)
- 2011: Nederlandstalige Popklassiekers (NL: Gold)

### Singles
| Jahr | Titel Album                        | Höchstplatzierung, Gesamtwochen, AuszeichnungChartplatzierungen (Jahr, Titel, Album, Platzierungen, Wochen, Auszeichnungen, Anmerkungen) | Höchstplatzierung, Gesamtwochen, AuszeichnungChartplatzierungen (Jahr, Titel, Album, Platzierungen, Wochen, Auszeichnungen, Anmerkungen) | Anmerkungen                        |
| Jahr | Titel Album                        | NL | BEF | Anmerkungen                        |
| ---- | ---------------------------------- | --- | --- | ---------------------------------- |
| 1960 | Kom van dat dak af –               | — | BEF1 (28 Wo.)BEF | Peter en zijn Rockets              |
| 1960 | Laat me los –                      | — | BEF9 (8 Wo.)BEF | Peter en zijn Rockets              |
| 1960 | Marijke –                          | — | BEF19 (8 Wo.)BEF | Peter en zijn Rockets              |
| 1971 | Kom van dat dak af –               | NL8 (12 Wo.)NL | BEF9 (11 Wo.)BEF | Peter en zijn Rockets; Maxi-Single |
| 1972 | Mij Oh Mij –                       | NL15 (10 Wo.)NL | — | Peter en zijn Rockets              |
| 1973 | Angeline (m'n blonde sexmachine) – | NL8 (12 Wo.)NL | BEF5 (13 Wo.)BEF | Peter en zijn Rockets              |
| 1974 | Robbie –                           | NL14 (9 Wo.)NL | BEF24 (1 Wo.)BEF | Peter en zijn Rockets              |
| 1974 | Veronica, Sorry –                  | NL8 (9 Wo.)NL | — | Peter en zijn Rockets              |
| 1977 | Je Wordt Ouder Papa –              | NL21 (5 Wo.)NL | — |                                    |
| 1981 | Klap maar in je handen –           | NL4 (10 Wo.)NL | BEF15 (5 Wo.)BEF | Peter Koelewijn en zijn Rockets    |
| 1981 | Kom van dat dak af (Live) –        | NL14 (7 Wo.)NL | BEF18 (4 Wo.)BEF | Peter Koelewijn en zijn Rockets    |
| 1982 | Zolang De Moter Loopt –            | NL19 (5 Wo.)NL | — | Peter Koelewijn en zijn Rockets    |
| 1983 | Een Hete Zomer –                   | NL16 (5 Wo.)NL | — | Peter Koelewijn en zijn Rockets    |
| 1983 | De Tijger Is Los –                 | NL27 (5 Wo.)NL | — | Peter Koelewijn en zijn Rockets    |
| 1984 | De Sprong In Het Duister –         | NL27 (4 Wo.)NL | — |                                    |
| 1989 | Kom van dat dak af –               | NL20 (6 Wo.)NL | — | mit Miker-G & DJ Sven              |
| 1996 | Oranje Is Oranje Blijft... –       | NL26 Gold · (2 Wo.)NL | — | Verkäufe: + 50.000                 |

grau schraffiert: keine Chartdaten aus diesem Jahr verfügbar
Weitere Singles (Auswahl)
- 1961: 24.000 Kussen
- 1972: De wolf (Peter en zijn Rockets)
- 1978: Kl 204
- 1979: Brigitte - miss sex-appeal / bonnie
- 1983: Ik ben geen jo-jo (Peter Koelewijn en zijn Rockets)
- 1985: Als het anker het houdt wint het schip van de storm (mit Marga)
- 1986: Parlez-vous français? (Peter Koelewijn en De Rockets)
- 1987: De loop van een geweer
- 1991: Kl 204 (als ik god was)

### Gastbeiträge
| Jahr | Titel Album           | Höchstplatzierung, Gesamtwochen, AuszeichnungChartsChartplatzierungen (Jahr, Titel, Album, Platzierungen, Wochen, Auszeichnungen, Anmerkungen) | Anmerkungen                                           |
| Jahr | Titel Album           | NL | Anmerkungen                                           |
| ---- | --------------------- | --- | ----------------------------------------------------- |
| 1975 | Rocco (Don’t Go) –    | NL28 (5 Wo.)NL | Bonnie St. Claire & Unit Gloria feat. Peter Koelewijn |
| 1988 | Gelukkig Kerstfeest – | NL35 (3 Wo.)NL | mit den Artiesten voor het Ronald McDonald huis       |